# Liechtenstein nos Jogos Olímpicos de Inverno de 1994
Liechtenstein participou dos Jogos Olímpicos de Inverno de 1994 na cidade de Lillehammer, no Noruega. Nesta edição o país não teve medalhistas